# ملكة جمال الدولية 2018
ملكة جمال الدولية 2018، هي نسخة مسابقة ملكة جمال الدولية الثامنة والخمسين في تاريخ مسابقة ملكة جمال الدولية منذ انطلاقتها عام 1960، عقدت مسابقة في 9 نوفمبر 2018 ، في قاعة مدينة طوكيو دوم في طوكيو، اليابان. استضاف المسابقة تيتسويا بيسو في عامه الخامس على التوالي من مسابقة ملكة جمال الدولية، شهدت هذه النسخة مشاركة ما مجموعه 77 متسابقة من دول ومناطق في مسابقة ملكة جمال الدولية لهذا العام، متجاوزًا الرقم القياسي السابق البالغ 73 متسابقًا في عام 2014 ، مما جعل أكبر نسبة مشاركة في تاريخ المسابقة. في نهاية الحدث توجت مريم فيلازكو من فنزويلا من قبل ملكة جمال الدولية السابقة كيفين ليليانا من إندونيسيا.

## النتائج

### المراكز النهائية
| النتائج النهائية       | المتنافسة |
| ---------------------- | --- |
| ملكة جمال الدولية 2018 | - فنزويلا - مريم فيلازكو |
| الوصيفة الأولى         | - الفلبين - أهتيسا مانالو |
| الوصيفة الثانية        | - جنوب أفريقيا - ريبيتسوي سيتشوارو |
| الوصيفة الثالثة        | - رومانيا - بيانكا تيرسين |
| الوصيفة الرابعة        | - كولومبيا - أنابيلا كاسترو |
| أفضل 8                 | - الإكوادور - ميشيل هويت - اليابان - هنانو سوجيموتو - أسبانيا - سوزانا سانشيز |
| أفضل 15                | - أستراليا - إميلي توكيتش - إندونيسيا - فانيا هيرلامبانج - مدغشقر - إزميرالدا مليكة - المكسيك - نيباي توريس - باراغواي - ديزي ليزكانو - تايلاند - كيراتيغا جاروجيمون - أوكرانيا - بوهدانا تاراسيك |

## الروابط الخارجية
- موقع ملكة جمال الدولية الرسمي